# 이진영 (일제강점기)
이진영 (李珍榮, ? - ?)은 일제강점기의 교육자이자 해방 후의 관료였다. 해방 직전 수원읍 부읍장으로 부임하여 해방 직후 수원읍 부읍장과 수원읍장을 지냈다. 1949년 수원읍이 수원부로 승격되면서 수원부윤이 되었으나 1일만에 수원부의 명칭을 수원시로 바꾸면서 초대 수원시장이 되었다.

## 경력
1913년 수원공립보통학교의 부훈도(副訓導)로 부임하였고, 1918년 수원공립보통학교 훈도(訓導)로 승급되었다. 1928년 5월 18일에는 수원공립보통학교에서 15년간 근무한 공로로 근속표창을 받기도 했다.
1945년 4월 30일 수원군 수원읍 부읍장으로 부임, 8월 15일 일본 패전 뒤에도 수원 부읍장으로 유임되었다. 9월 2일 미군정 주둔 후 일본인 우메하라 시즈오 읍장은 파면되었으나 그는 계속 유임되었다. 1947년 4월 30일 수원읍장이 되었다.
수원읍장 재직 중 수원의 부(府) 승격을 추진하였다. 1949년 8월 14일부로 수원읍이 수원부로 승격하면서 그는 수원부윤이 되었지만, 다음날 명칭이 부에서 시로 바뀌면서 초대 수원시장이 되었다. 1950년 5월 12일 사직서를 제출하고 수원시장직에서 물러났다.
1965년 9월 28일에는 수원의 지역사회단체인 청우회의 회원의 한 사람으로 팔달산 위령탑 제막에 참여하였다.

## 기타
- 박오창
- 수원초등학교
- 수원시청